# Praktsidenmossa
Praktsidenmossa (Plagiothecium succulentum) är en bladmossart som beskrevs av Lindberg 1865. Enligt Catalogue of Life ingår Praktsidenmossa i släktet sidenmossor och familjen Plagiotheciaceae, men enligt Dyntaxa är tillhörigheten istället släktet sidenmossor och familjen Plagiotheciaceae. Arten är reproducerande i Sverige. Inga underarter finns listade i Catalogue of Life.

## Bildgalleri

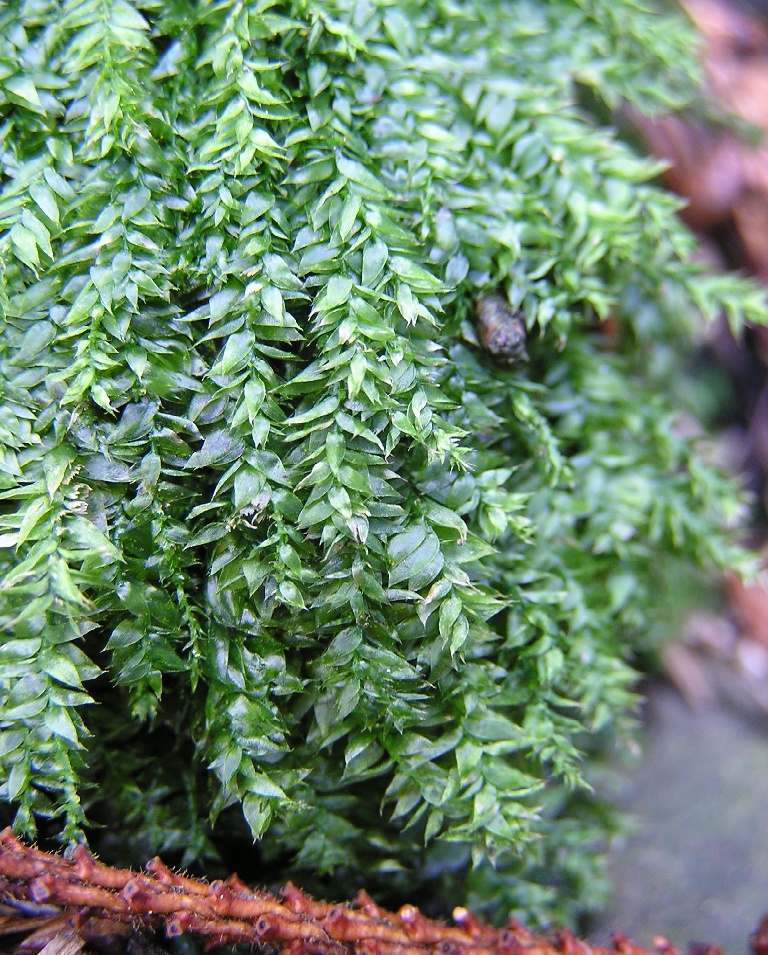